# 알렉산드르 렉코프
알렉산드르 겐나디예비치 렉코프(러시아어: Алекса́ндр Геннáдьевич Легко́в, 1983년 5월 7일~)는 러시아의 크로스컨트리 스키 선수로 2014년 동계 올림픽 남자 50km 클래식 부문에서 금메달, 계주 부문에서 은메달을 획득했다. 